# 1495 год
1495 (ты́сяча четы́реста девяно́сто пя́тый) год  по юлианскому календарю — невисокосный год, начинающийся в четверг. Это 1495 год нашей эры, 5‑й год 10‑го десятилетия XV века 2‑го тысячелетия, 6‑й год 1490‑х годов. Он закончился 530 лет назад.
| Пн | Вт | Ср | Чт | Пт | Сб | Вс |
|    |    |    | 1  | 2  | 3  | 4  |
| 5  | 6  | 7  | 8  | 9  | 10 | 11 |
| 12 | 13 | 14 | 15 | 16 | 17 | 18 |
| 19 | 20 | 21 | 22 | 23 | 24 | 25 |
| 26 | 27 | 28 | 29 | 30 | 31 |    |

| Пн | Вт | Ср | Чт | Пт | Сб | Вс |
|    |    |    |    |    |    | 1  |
| 2  | 3  | 4  | 5  | 6  | 7  | 8  |
| 9  | 10 | 11 | 12 | 13 | 14 | 15 |
| 16 | 17 | 18 | 19 | 20 | 21 | 22 |
| 23 | 24 | 25 | 26 | 27 | 28 |    |

| Пн | Вт | Ср | Чт | Пт | Сб | Вс |
|    |    |    |    |    |    | 1  |
| 2  | 3  | 4  | 5  | 6  | 7  | 8  |
| 9  | 10 | 11 | 12 | 13 | 14 | 15 |
| 16 | 17 | 18 | 19 | 20 | 21 | 22 |
| 23 | 24 | 25 | 26 | 27 | 28 | 29 |
| 30 | 31 |    |    |    |    |    |

| Пн | Вт | Ср | Чт | Пт | Сб | Вс |
|    |    | 1  | 2  | 3  | 4  | 5  |
| 6  | 7  | 8  | 9  | 10 | 11 | 12 |
| 13 | 14 | 15 | 16 | 17 | 18 | 19 |
| 20 | 21 | 22 | 23 | 24 | 25 | 26 |
| 27 | 28 | 29 | 30 |    |    |    |

| Пн | Вт | Ср | Чт | Пт | Сб | Вс |
|    |    |    |    | 1  | 2  | 3  |
| 4  | 5  | 6  | 7  | 8  | 9  | 10 |
| 11 | 12 | 13 | 14 | 15 | 16 | 17 |
| 18 | 19 | 20 | 21 | 22 | 23 | 24 |
| 25 | 26 | 27 | 28 | 29 | 30 | 31 |

| Пн | Вт | Ср | Чт | Пт | Сб | Вс |
| 1  | 2  | 3  | 4  | 5  | 6  | 7  |
| 8  | 9  | 10 | 11 | 12 | 13 | 14 |
| 15 | 16 | 17 | 18 | 19 | 20 | 21 |
| 22 | 23 | 24 | 25 | 26 | 27 | 28 |
| 29 | 30 |    |    |    |    |    |

| Пн | Вт | Ср | Чт | Пт | Сб | Вс |
|    |    | 1  | 2  | 3  | 4  | 5  |
| 6  | 7  | 8  | 9  | 10 | 11 | 12 |
| 13 | 14 | 15 | 16 | 17 | 18 | 19 |
| 20 | 21 | 22 | 23 | 24 | 25 | 26 |
| 27 | 28 | 29 | 30 | 31 |    |    |

| Пн | Вт | Ср | Чт | Пт | Сб | Вс |
|    |    |    |    |    | 1  | 2  |
| 3  | 4  | 5  | 6  | 7  | 8  | 9  |
| 10 | 11 | 12 | 13 | 14 | 15 | 16 |
| 17 | 18 | 19 | 20 | 21 | 22 | 23 |
| 24 | 25 | 26 | 27 | 28 | 29 | 30 |
| 31 |    |    |    |    |    |    |

| Пн | Вт | Ср | Чт | Пт | Сб | Вс |
|    | 1  | 2  | 3  | 4  | 5  | 6  |
| 7  | 8  | 9  | 10 | 11 | 12 | 13 |
| 14 | 15 | 16 | 17 | 18 | 19 | 20 |
| 21 | 22 | 23 | 24 | 25 | 26 | 27 |
| 28 | 29 | 30 |    |    |    |    |

| Пн | Вт | Ср | Чт | Пт | Сб | Вс |
|    |    |    | 1  | 2  | 3  | 4  |
| 5  | 6  | 7  | 8  | 9  | 10 | 11 |
| 12 | 13 | 14 | 15 | 16 | 17 | 18 |
| 19 | 20 | 21 | 22 | 23 | 24 | 25 |
| 26 | 27 | 28 | 29 | 30 | 31 |    |

| Пн | Вт | Ср | Чт | Пт | Сб | Вс |
|    |    |    |    |    |    | 1  |
| 2  | 3  | 4  | 5  | 6  | 7  | 8  |
| 9  | 10 | 11 | 12 | 13 | 14 | 15 |
| 16 | 17 | 18 | 19 | 20 | 21 | 22 |
| 23 | 24 | 25 | 26 | 27 | 28 | 29 |
| 30 |    |    |    |    |    |    |

| Пн | Вт | Ср | Чт | Пт | Сб | Вс |
|    | 1  | 2  | 3  | 4  | 5  | 6  |
| 7  | 8  | 9  | 10 | 11 | 12 | 13 |
| 14 | 15 | 16 | 17 | 18 | 19 | 20 |
| 21 | 22 | 23 | 24 | 25 | 26 | 27 |
| 28 | 29 | 30 | 31 |    |    |    |

## События
- 1485—1503 — Польско-турецкая война[1].
- 1493—1593 — Столетняя хорватско-османская война. Серия вооружённых конфликтов между Королевством Хорватия и Османской империей[2].
- 1494—1495 — закончилась Первая итальянская война[3].
  - 23 января — французы выступили из Рима и, не встречая сопротивления, двинулись на Неаполь[3].
  - 22 февраля — французы заняли Неаполь. Король Альфонсо сбежал из Неаполя[3].
  - 31 марта — объявлено о создании «Священной лиги 1495 года», целью которой было изгнание французов из Италии. В Лигу вошли Папа Римский Александр VI, испанский король Фердинанд II Арагонский (который также был королём Сицилии), король Германии Максимилиан I, герцог Милана Лодовико Сфорца и Венецианская республика[3].
  - 20 мая — Карл VIII выступил из Неаполя и двинулся через Рим в Тоскану. Медлительность действий Карла дала возможность его противникам собрать 30-тысячное войско под командованием кондотьера Франческо II Гонзага, которое преградило путь отступления французам на реке Таро[3].
  - 28 июня — битва при Семинаре[4].
  - 6 июля — французы разгромили противников в битве при Форново и проложили себе путь к отступлению через Асти на Бриансон[3].
- 1494—1496 — восстание горняков Кутной-Горы.
- 1495—1497 — Аския Мохаммед I отправился на богомолье в Мекку со свитой в 500 всадников и 1000 пехотинцев. Аския был принят аббасидским халифом Аль Мотаввакилем, который назначил его своим заместителем в Судане.
- 22 февраля — король Франции Карл VIII захватил Неаполитанский престол, король Альфонс сбежал из Неаполя.
- 31 марта — Священная лига.  Союз итальянских государств, созданный для борьбы с французскими захватчиками[5].
- 6 июля — в сражении под Форново силы итальянской Священной лиги попытались уничтожить французскую армию, которая всё же прорвалась и ушла во Францию
- Политика Мухаммед-Эмина спровоцировала в Казанском ханстве заговор местных беков[6].
- Лето—осень — Нур-Султан, старшая жена крымского хана Менгли I Гирея, вместе с братом Хусейном совершила хадж в Мекку[7].

### Без точных дат
- Присоединение к Швейцарскому союзу Невшателя.
- Государственное собрание Венгрии ограничивает вывод крестьян феодалами из чужих имений.

## Русское государство
Правление: 1462—1505 — Иван III Васильевич
- 13 января — Иван III отпускает свою дочь Елену Ивановну, невесту Александра Казимировича, просватанную в 1494 году, вместе с послами великого князя в Вильно[8].
  - 15 января — в костёле Святого Станислава — Елена Ивановна венчается с великим литовским князем Александром[8].
- 20 сентября — Иван III даёт своё "изволение" игумену Троице-Сергиева монастыря Симону Чиж на выборы в московские митрополиты. Великий князь присутствует на его хиротонии и обращается к новому митрополиту с речью[8].
- 20 октября — Иван III вместе с сыном Юрием и внуком Дмитрием совершил поход в Великий Новгород, а сына Василия оставляет в Москве у его матери Софьи Палеолог[8][9].
  - 17 ноября — Иван III прибывает в В. Новгород, где его встречают крестным ходом архиепископ Геннадий, наместники, воеводы с войском и горожане[8].
- 1495—1497 — началась Русско-шведская война[10].
  - 6 сентября — начался поход крупного войска на Выборг из Новгорода[11].
  - Сентябрь — декабрь — безуспешная осада Выборга русским войском[8].
  - 30 ноября — во время осады Выборгской крепости русскими войсками произошло событие, закрепившееся в шведской и финской историографии как «Выборгский гром» (или «грохот»). По всей вероятности, это был подрыв одной из крепостных башен самими осаждёнными; он перепугал осаждавших и привёл к их отступлению[11].
  - Во время осады шведский король Стен Стуре послал на помощь Выборгу рыцарское войско, которое по льду перешло Балтийское море до Аландских островов. Двинувшись далее в поход морем, рыцари попали в сильный шторм, который разметал их флот[11].
  - 4 декабря — русское войско отступило от Выборга[11].
  - 25 декабря — русское войско прибыло в Новгород. Причинами решения отхода стали наступление холодов, нехватка продовольствия, а также эпидемия чумы, которая разразилась в Западной Финляндии[11].
- 20 сентября 1495 — 1511 — Симон, игумен Троице-Сергиева монастыря, по решению Ивана III, поставлен митрополитом Московским и всея Руси. Его возведение на кафедру впервые  произошло по списанному с постановления константинопольских патриархов чину, с подчёркиванием роли великого князя в наделении митрополита властью[12].
- Пожалованы окольничеством: Заболоцкий Пётр Григорьевич, Звенигородский Иван Иванович Звенец, Плещеев Пётр Михайлович[13].
- Пожалованы боярством: Патрекеев Василий Иванович Косой (ум. 1500), Челяднин Андрей Фёдорович (ум. 1503), Холмский Семён Данилович (ум. 1501), Дорогобужский Осип Андреевич (ум. 1530), Телятевский Иван Михайлович, Микулинский Владимир Андреевич, Холмский Василий Данилович, Ярославский Данила Александрович Пенько, Нагой-Оболенский Пётр Васильевич[13].
- На службу великому князю выехали родоначальники дворянских родов: Ларионовы, Шишмаревы, Дьяковы, и Писемские[14].

### Города и поселения
- 1494—1495 — в Московском кремле возведена стена на арочных субструкциях вдоль русла р. Неглинка (архитектор Алевиз Фрязин Старый)[15].
- Завершено строительство ныне существующих стен и башен Московского Кремля.
- Впервые в Писцовой книге Деревской пятины упомянута деревня Валдайское Селище (сов. г. Валдай)[16].
- Впервые упоминается деревня Кондопога (сов. г. Кондопога)[17].
- Впервые упоминается, как погост Деревской пятины Бологое (сов. г. Бологое)[18].

## Начало правления
См. также: Список глав государств в 1495 году
- 25 октября — на португальский престол вступил Мануэл I.

## Наука и искусство
- Осень — Ле Тхань Тонг образовал академию — «Собрание двадцати восьми светил словесности».
- Леонардо да Винчи начинает работать над «Тайной вечерей».

## Родились
См. также: Категория:Родившиеся в 1495 году
- Педро де Альварадо — испанский конкистадор.
- Трифон Печенгский — преподобный Русской церкви, основатель Печенгского монастыря.
- Барбара Запольяи — королева Польши, жена Сигизмунда I Старого (с 1512)[19].

## Скончались
См. также: Категория:Умершие в 1495 году
- 25 октября — Жуан II Совершенный, король Португалии с 1481 года (род. 1455)
- Джем — претендент на турецкий престол.

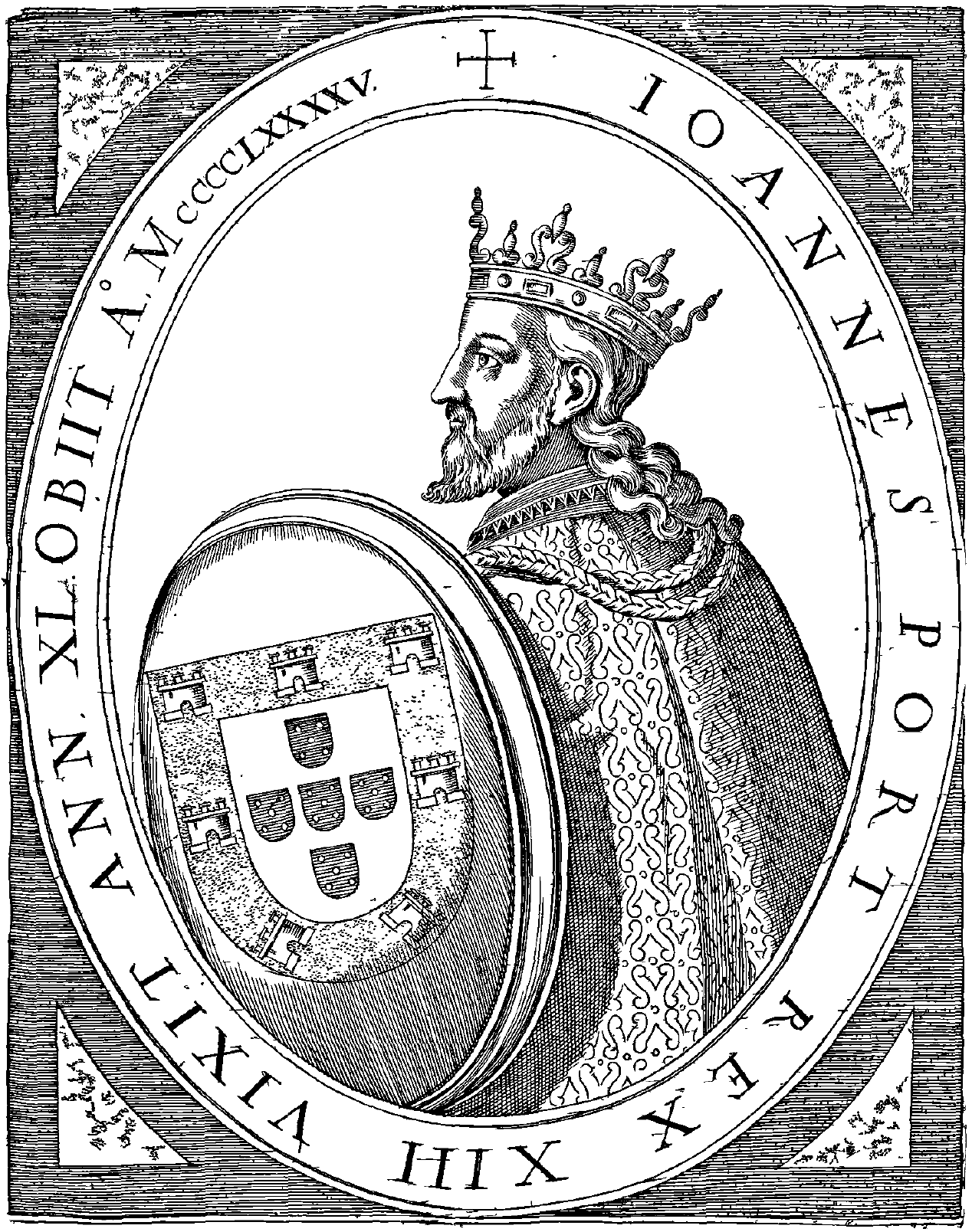
Португальский король Жуан II Совершенный